# Natural Born Killaz
Para la película de nombre similar, véase Natural Born Killers.
«Natural Born Killaz» es un sencillo del dúo nuevamente reunido de Dr. Dre y Ice Cube, con la colaboración de RBX. Es la primera vez en que ambos estuvieron juntos en una canción, después de 1989, ya que su grupo de rap N.W.A. se había separado. El sencillo fue lanzado en 1994 en los EE. UU. y en 1995 en el Reino Unido. Los créditos de producción cuentan con Soopafly en los teclados y Jewell en las vocales. La intro (aproximadamente 30 segundos, además de la longitud original) interpreta a un par de hombres al regresar a casa por un callejón abandonado, de manera en que los han seguido y asaltado verbalmente por algunos lugareños. Aunque la intro es diferente en las versiones de la canción y de vídeo, ambos terminan con un asesinato y con el sonido de un disparo. También se utilizó como canción de entrada del equipo de lucha libre profesional, The Gangstas, de la antigua ECW, y, después de su separación, utilizada por New Jack.
Aunque la canción y el vídeo fueron lanzados (alcanzando una gran popularidad) al mismo tiempo que el estreno de la película de Oliver Stone Natural Born Killers, la canción no apareció en la película.

## Versión EP de Reino Unido
1. Ice Cube and Dr. Dre - «Natural Born Killaz» (edición de radio) (4:16)
2. Ice Cube and Dr. Dre - «Natural Born Killaz» (edición de video) (6:33)
3. Ice Cube and Dr. Dre - «Natural Born Killaz» (versión LP) (4:52)
4. Tha Dogg Pound - «What Would You Do?» (versión LP) (5:09)

## Versión EP de Estados Unidos
1. Dr. Dre & Ice Cube - «Natural Born Killaz» (edición de radio) (4:15)
2. Dr. Dre & Ice Cube - «Natural Born Killaz» (versión LP) (4:50)
3. Sam Sneed feat. Dr. Dre - U Better Recognize (versión LP) (3:55); #16 Billboard Hot Dance Music/Maxi-Singles en ventas de sencillo, #18 Hot Rap Singles.

## Álbumes con la canción
- Murder Was The Case soundtrack, de Snoop Dogg y varios artistas.
- Featuring...Ice Cube, de Ice Cube.
- The N.W.A. Legacy, Vol. 1: 1988-1999, compilación.
- Chronicle: Best of the Work, de Dr. Dre
- Death Row Greatest Hits, compilación.
- 15 Years on Death Row, compilación.
- In the Movies de Ice Cube.

- Datos: Q3499682